# الجمارك اللبنانية
الجمارك اللبنانية (بالفرنسية: Douanes Libanaises)‏ هي الوكالة الحكومية المسؤولة عن تحصيل الرسوم الجمركية ومراقبة الواردات والصادرات من السلع والبضائع في لبنان.
يتمركز ضباط الجمارك اللبنانية في جميع المعابر الحدودية ونقط الدخول والتي بالإضافة إلى مطار بيروت رفيق الحريري الدولي تشمل المعابر البرية الخمسة مع سوريا والموانئ البحرية في بيروت وطرابلس وصيدا وصور وجونية. في نقط الدخول هذه، ومن أجل فرض الرقابة على الحدود، تعمل الجمارك اللبنانية بتنسيق مع المديرية العامة للأمن العام التابعة لوزارة الداخلية والبلديات.
من أجل إجراء عمليات تفتيش للسفن في البحر، تدير الجمارك اللبنانية أسطولًا بحريًا صغيرًا يتكون من زورقين دورية من طراز تراكر (بالإنجليزية: Tracker)‏ ذات صنع بريطاني، أحدهما يدعى لبنان 2 والآخر يسمى أرز 2، فضلاً عن زورقين سريعين من صنع كندي.
مكافحة التهريب هي في المقام الأول مهمة مختلف فروع القوات المسلحة اللبنانية.

## تاريخ
بعد استقلال لبنان وفي بداية العام 1944، تمّ تسليم إدارة الجمارك العامة إلى دولتي سوريا ولبنان وصدر على إثرها المرسوم الاشتراعي رقم 1 الذي قضى بتعيين صلاحيات المجلس الاعلى للمصالح المشتركة بحيث نصّ على تناوله: مصلحة الجمارك، مراقبة الشركات ذات الامتياز، مراقبة إدارة حصر الدخان. وتجدر الإشارة، إنّ المجلس المذكور تولّى إدارة هذه المصالح المشتركة وكان يتمتع بالشخصية المعنوية ويزاول عمله ستة أشهر في بيروت وستة أشهر في دمشق. وكان هذا المجلس يمارس الصلاحيات المتعلقة باعداد التشريع واقرار التنظيم اللازم لمختلف الدوائر في المصالح المشتركة، وكذلك إدارة جميع المصالح المشتركة والاشراف عليها، وتعيين وعزل الموظفين، والقيام بجميع الأعمال المتصلة بالمصالح المشتركة التي كان يمارسها المفوض السامي والسكريتير العام للمفوضية العليا.
وفي نهاية العام 1944، أُعيد تنظيم إدارة الجمارك في سوريا ولبنان بموجب قرار المجلس الاعلى للمصالح المشتركة بحيث أصبحت تقوم على رأس الإدارة مديرية عامة مركزها في بيروت يتولاها مدير عام سوري أو لبناني يُعيّن بقرار من المجلس الأعلى ويكون خاضعاً لسلطته. كما نصّ القرار على انتقال الصلاحيات التي كان يضطلع بها المفتش العام للجمارك والمدير الوطني إلى المدير العام للجمارك.
وفي العام 1946، تمّ تنظيم وزارة المالية من مديريات أربعة وأُلحقت بالوزارة الهيئة اللبنانية في المجلس الاعلى للمصالح المشتركة إلى أن حصل الانفصال الجمركي عام 1950.
وفي العام 1950، أنشئت إدارة خاصة للدوائر الجمركية يتولى إدارتها مجلس يدعى «المجلس الاعلى للجمارك» مؤلف من رئيس وعضوين يُعيّنون بمرسوم يتخذ في مجلس الوزراء، وترتبط هذه الإدارة بوزير المالية كما يتولى المجلس الاعلى إعداد التشريع واعداد مشاريع الاتفاقات التجارية وإعداد التنظيم اللازم. كما نص المرسوم الاشتراعي المذكور على أن يُعيّن مدير الجمارك العام ويعزل بموجب مرسوم يتخذ في مجلس الوزراء.
وفي العام 2000، صدر قانون الجمارك بحيث حددت المادة الأولى المهام التي تتولاها إدارة الجمارك مما يفيد بوضوح بأن الإدارة أصبحت تتولى فقط المهام التنفيذية أي الاستيفاء والحؤول دون إدخال البضائع إلى لبنان أو تصديرها منه بصورة مخالفة للقانون.

## المهام
تضطلع إدارة الجمارك اللبنانية بالمهام التالية:
- إستيفاء الرسوم الجمركية وسائر الرسوم والضرائب التي يناط بها أمر تحصيلها على البضائع المستوردة والمصدّرة.
- الحؤول دون إدخال البضائع أو تصديرها بصورة مخالفة للقانون.
- مراقبة الحدود البرية والبحرية والجوية وسائر الأماكن الخاضعة للرقابة الجمركية، وذلك من خلال تنفيذ القوانين والانظمة الجمركية ومختلف الحكام التي تتناول إدخال البضائع وتصديرها وإحرازها.
- التحرّي عن التهريب والتحقّق منه.
- مؤازرة القوى العامة المسلحة كافة والإدارات الرسمية.
- إصدار إحصاءات التجارة الخارجية.
- تسهيل التجارة الخارجية من خلال تبسيط اجراءات الإستيراد والتصدير بهدف فتح الأسواق أمام المنتجات الوطنية والمساهمة في تحفيز بيئة العمل الإستثمارية.
- مكافحة تبييض الاموال وتمويل الإرهاب.
- حماية الوطن والمجتمع من المخاطر التي تهدّد الصحة والأمن، من خلال منع دخول الممنوعات كالمخدرات والسلائف والأسلحة والمتفجرات.
- حماية الملكية الفكرية.

## وصلات خارجية
- الموقع الرسمي